# Heer (Bundeswehr)
L'esercito tedesco (in tedesco Deutsches Heer) è la componente terrestre delle forze armate della Germania. L'esercito tedesco venne fondato nel 1955, nel quadro del programma di riarmo tedesco all'interno della NATO, come parte delle nuove forze armate della Germania Ovest, la Bundeswehr, insieme con la Marine (Marina tedesca) e alla Luftwaffe (Aeronautica tedesca).
Fu costituito per decenni, durante la guerra fredda, l'esercito europeo più moderno ed efficiente della NATO, preparato, equipaggiato e addestrato per fronteggiare un'eventuale invasione del Patto di Varsavia. Dopo la fine del confronto tra i due blocchi, la riunificazione della Germania e la dissoluzione dell'Unione Sovietica, ha ridotto grandemente i suoi organici e i suoi armamenti, impegnandosi a partecipare a operazioni internazionali di pacificazione nel quadro delle Nazioni Unite.
Nel 2023, l'esercito ha una forza di 62.908 soldati.

## Storia

### Panoramica
Un esercito tedesco equipaggiato, organizzato e addestrato a seguito di una sola dottrina, ed unificato permanentemente sotto un comando, risale al 1871 e all'unificazione della Germania sotto la guida della Prussia. Dal 1871 al 1919 il titolo di "Deutsches Heer" fu il nome ufficiale delle forze terrestri tedesche. Dopo la sconfitta nella prima guerra mondiale e la fine dell'Impero tedesco la complessa organizzazione si sciolse. Dal 1921 al 1935, il nome delle forze terrestri tedesche fu Reichsheer e dal 1935 al 1945 venne usato il nome "Heer". L'Heer era una delle due forze di terra del Terzo Reich durante la seconda guerra mondiale ma, a differenza dell'Heer, il Waffen-SS non era un ramo del Wehrmacht ma era una forza di combattimento sotto le forze Schutzstaffel del Partito nazista. L'Heer venne formalmente sciolto nell'agosto 1946.
Dopo il conflitto la Germania venne divisa in Repubblica Federale di Germania (Germania Ovest) e Repubblica Democratica Tedesca (Germania Est), che entrambi formarono le proprie forze armate: il 12 novembre 1955 le prime reclute iniziarono il loro servizio nell'Heer della Germania Ovest, mentre il 1 marzo 1956 vennero fondate le Forze terrestri dell'Armata Popolare Nazionale della Germania Est (Landstreitkräfte der NVA). Durante la guerra fredda, l'esercito della Germania Ovest venne completamente integrato nella struttura di comando della NATO mentre le Landstreitkräfte facevano parte del Patto di Varsavia. In seguito al processo di riunificazione tedesca nel 1990, le Landstreitkräfte vennero parzialmente integrate nell'esercito tedesco. Da allora, l'esercito tedesco è stato impiegato in operazioni di mantenimento della pace in tutto il mondo e dal 2002 anche in operazioni di combattimento in Afghanistan come parte dell'International Security Assistance Force della NATO.

### La fondazione dell'esercito

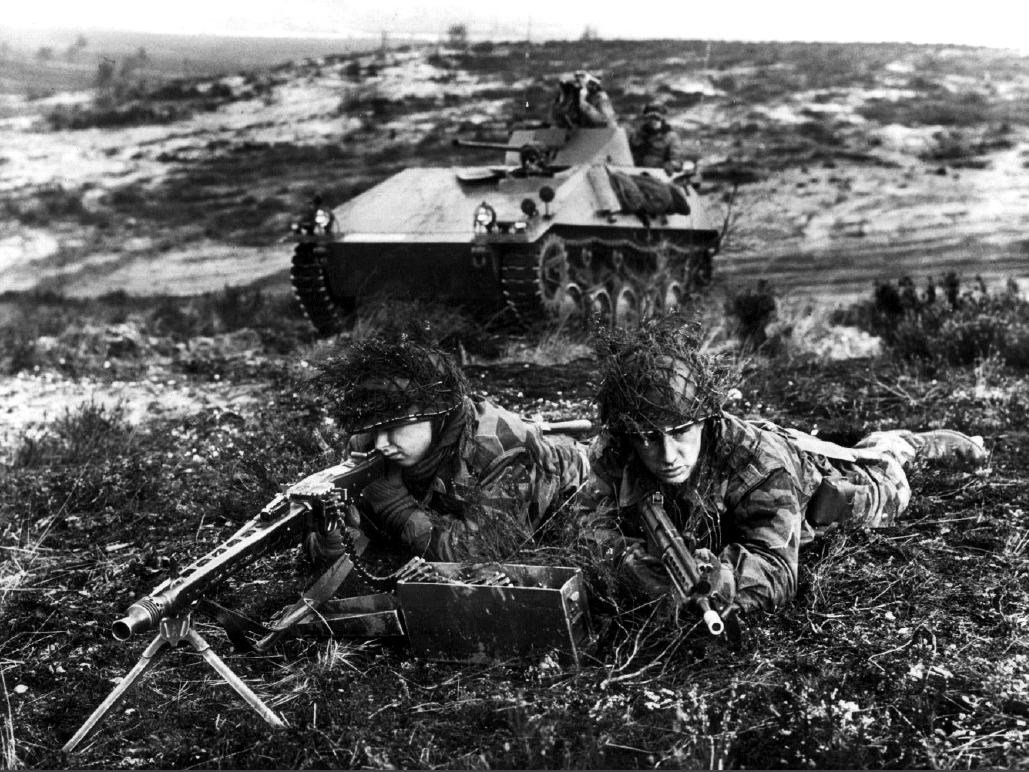
Soldati della Bundeswehr con MG1 e Heckler & Koch G3 durante una manovra degli anni '60. Sullo sfondo vi è un Schützenpanzer Kurz

Dopo la seconda guerra mondiale gli Alleati sciolsero la Wehrmacht con tutte le sue armi il 20 agosto 1946. Tuttavia, già un anno dopo la fondazione della Repubblica Federale di Germania, nel maggio 1949, e per i suoi crescenti legami con l'Occidente sotto il cancelliere tedesco Konrad Adenauer, l'Assemblea consultiva dell'Europa cominciò a prendere in considerazione la formazione di una Comunità europea di difesa con la partecipazione tedesca l'11 agosto 1950. Gli ex ufficiali di alto rango tedeschi della Wehrmacht delinearono nel Memorandum di Himmerod un piano per un "contingente tedesco in una forza internazionale per la difesa dell'Europa occidentale". Per le forze terrestri tedesche, il memorandum prevedeva la formazione di un esercito forte di 250 000 uomini. Gli ufficiali tedeschi ravvisavano la necessità della formazione di dodici Panzer-Division e sei stati maggiori di corpo d'armata con l'accompagnamento di truppe di corpo d'armata, in quanto essi ritennero, nelle tradizioni della classica dottrina tedesca sulla guerra corazzata, che solo le divisioni fortemente equipaggiate con carri armati e mezzi corazzati potessero disporre della sufficiente potenza di combattimento per respingere le forze numericamente superiori del Patto di Varsavia.
Il 26 ottobre 1950 Theodor Blank venne nominato "ufficiale del Cancelliere Federale per le questioni sul Rafforzamento delle Truppe Alleate". Questo precursore del Ministero della Difesa era noto un po' eufemisticamente come Ufficio Blank (Amt Blank), ma esplicitamente utilizzato per preparare il riarmo della Germania Ovest (Wiederbewaffnung). Entro marzo 1954 l'Ufficio Blank aveva piani finiti per un nuovo esercito tedesco. I piani prevedevano la formazione di sei divisioni di fanteria, quattro corazzate e due di fanteria meccanizzata come contributo tedesco alla difesa dell'Europa occidentale nel quadro di una Comunità europea di difesa. L'8 febbraio 1952, il Bundestag approvò un contributo tedesco alla difesa dell'Europa occidentale e il 26 febbraio 1954 la Costituzione della Repubblica venne modificata con l'inserimento di un articolo riguardante la difesa della sovranità del governo federale. A seguito di una decisione alla Conferenza delle Nove Potenze di Londra dal 28 settembre al 3 ottobre 1954, l'ingresso della Germania nella NATO in vigore dal 9 maggio 1955 venne accettato come un sostituto per il fallito piano di Comunità europea di difesa. Successivamente l'Ufficio Blank venne convertito in Ministero della Difesa e Theodor Blank divenne il primo ministro della Difesa. Il nucleo dell'esercito fu la cosiddetta Sezione V del Dipartimento della Difesa. Le suddivisioni incluse erano VA Comando e Addestramento,VBOrganizzazionee VC Logistica.

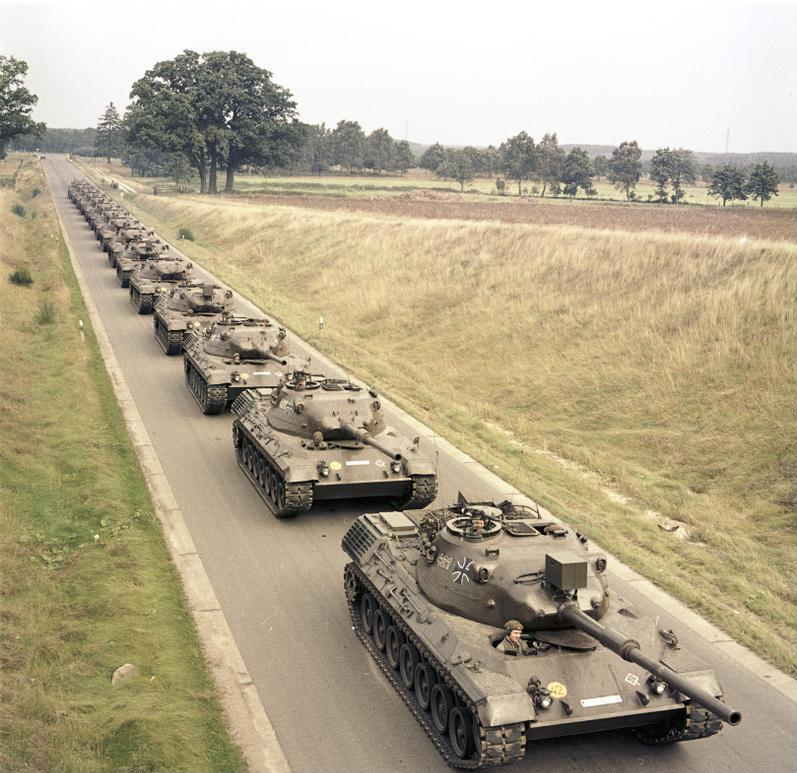
Colonna di carri armati Leopard 1 di una formazione della Bundeswehr

L'esercito non si vide esplicitamente come un successore della sconfitta Wehrmacht, ma legato alle tradizioni dei riformatori militari prussiani del 1807 al 1814 e dei membri della resistenza militare durante il nazionalsocialismo; come ad esempio gli ufficiali che s'impegnarono nel fallito complotto del 20 luglio per assassinare Adolf Hitler nel 1944. Tuttavia, per mancanza di alternative, il corpo degli ufficiali era composto in gran parte da ex ufficiali della Wehrmacht. Il primo capo dell'esercito fu l'ex general der Panzertruppe della Wehrmacht Hans Röttiger, che era stato coinvolto nella stesura del memorandum di Himmeroder.
La data ufficiale della fondazione dell'esercito è il 12 novembre 1955, quando i primi soldati cominciarono il loro servizio ad Andernach. Nel 1956 i primi soldati istituirono sette compagnie d'addestramento ad Andernach e cominciarono la formazione di scuole e centri d'addestramento. Il 1º aprile 1957, arrivarono i primi coscritti per il servizio nell'esercito. Le prime organizzazioni militari create erano battaglioni didattici, scuole ufficiali e l'Accademia militare, predecessore della Führungsakademie der Bundeswehr ad Amburgo. In totale, vennero stabilite dodici divisioni corazzate e di fanteria nel 1959, come previsto nella Struttura Esercito I. Per raggiungere questo obiettivo le unità esistenti vennero divise ogni sei mesi circa. Tuttavia, la creazione di tutte le dodici divisioni non ebbe luogo fino al 1965. Alla fine del 1958 la forza dell'esercito era di circa 100 000 uomini. L'esercito era equipaggiato inizialmente con materiale americano, come il carro armato da combattimento M47 Patton. Vennero formati tre comandi di corpo d'armata a partire dal 1957: il I Corpo d'armata, il II Corpo d'armata ed il III Corpo d'armata.

Nel 1957 venne anche stabilito l'"Ufficio per la difesa territoriale" come massima autorità territoriale dell'esercito. L'Ufficio per la Difesa Territoriale era sotto il comando diretto del Ministero federale della Difesa e comandava l'Esercito territoriale (Territorialheer), una formazione di riserva. Mentre lo Heer, con la Marine e la Luftwaffe, era saldamente integrato nella struttura di comando militare della NATO, il Territorialheer rimase sotto il comando nazionale. La funzione principale del Territorialheer era quella di mantenere la libertà operativa delle forze NATO fornendo difesa nella zona posteriore contro sabotatori, forze speciali nemiche, e simili. C'erano tre comandi territoriali (Territorialkommandos): Nord, Sud e Schleswig-Holstein, e fino a sei Wehrbereichskommandos (WBKs), comandi regionali militari. Nel 1985 ciascuno dei WBKs aveva due Heimatschutzbrigades (HSBS, brigate della difesa nazionale).

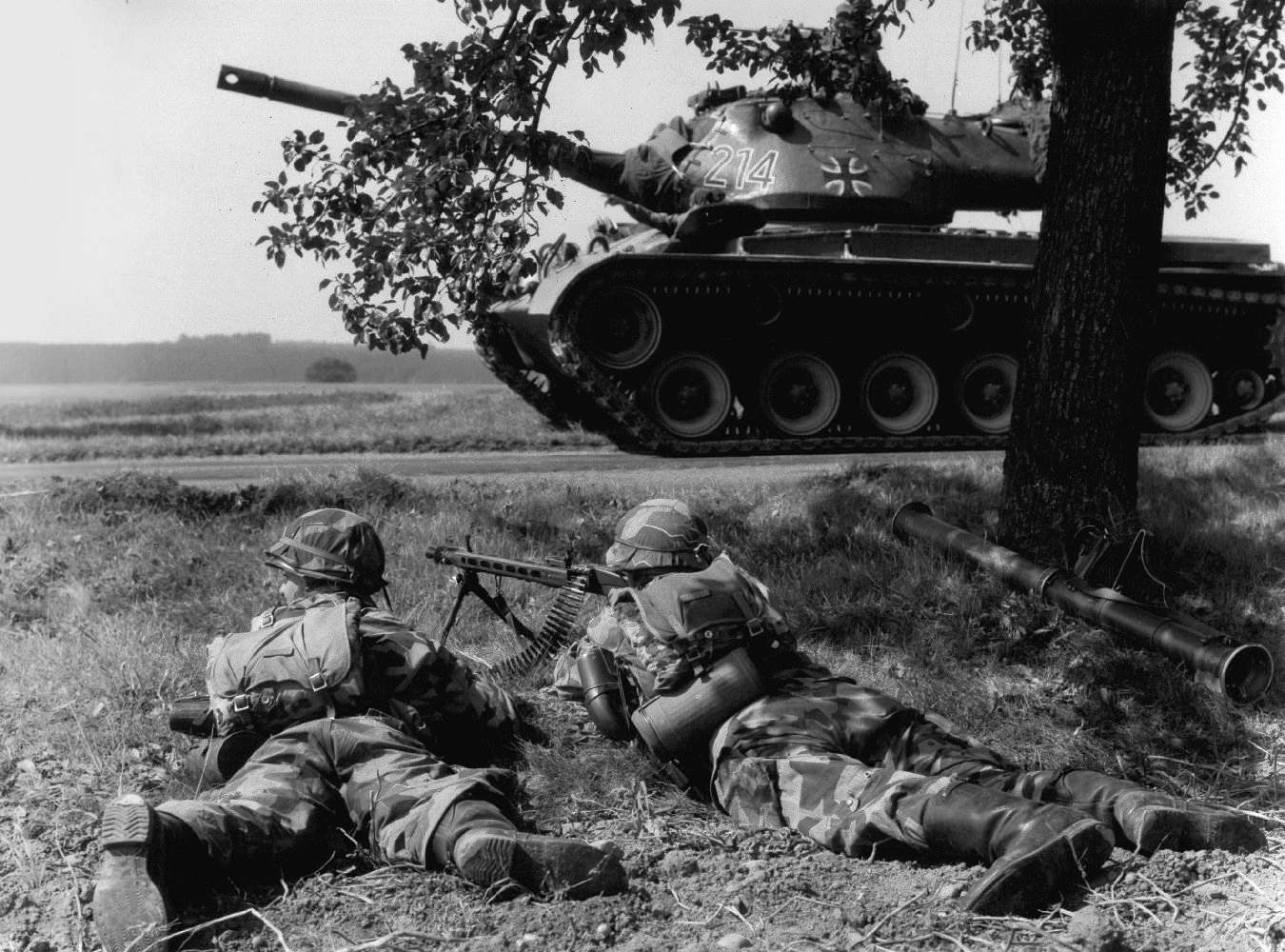
M47 Patton in servizio con la Bundeswehr, 1960

Lo sviluppo di armi nucleari tattiche sovietiche richiese lo sviluppo di una nuova struttura militare anche prima che la struttura dell'esercito fosse pienamente raggiunta. Per ridurre al minimo gli effetti degli attacchi con armi nucleari tattiche contro le forze ammassate, le divisioni dello Heer, forti di 28 000 uomini, furono suddivise in brigate più piccole e più mobili. Queste unità più piccole erano anche capaci di autosostentamento su un campo di battaglia atomico per diversi giorni, e in grado di muoversi rapidamente sia in difesa sia in attacco. Le nuove brigate corazzate e meccanizzate erano in grado di combattere armi combinate. Ogni divisione era composta da tre brigate. Le brigate corazzate consistevano in un battaglione di fanteria corazzata, due battaglioni corazzati, un battaglione di artiglieria corazzata e un battaglione di rifornimenti. Le brigate meccanizzate consistevano in un battaglione di fanteria motorizzata, due battaglioni di fanteria meccanizzata, un battaglione corazzato, un battaglione d'artiglieria e un battaglione di rifornimenti. Le brigate motorizzate consistevano di tre battaglioni di fanteria motorizzata, un battaglione anticarro, un battaglione d'artiglieria e un battaglione di rifornimenti. Le brigate alpine consistevano di tre battaglioni alpini, un battaglione d'artiglieria da montagna e un battaglione di rifornimenti. Nel 1959 lo Heer consisteva in 11 divisioni di 27 brigate, quattro Panzer (corazzate), quattro Panzergrenadier (meccanizzate), due Jäger (motorizzate), e una Gebirgsjäger (alpina).
Alla fine della guerra fredda l'esercito tedesco schierava 12 divisioni con 38 brigate: sei Panzer (corazzate), quattro Panzergrenadier (meccanizzate), una Fallschirmjäger (aviotrasportata), e una Gebirgsjäger (alpina). Nove divisioni erano raggruppate in tre corpi d'armata: I Corpo d'armata tedesco nell'ambito del NORTHAG, II Corpo d'armata tedesco della NATO e III Corpo d'armata tedesco nell'ambito del CENTAG. Le altre tre divisioni erano parte dell'Allied Forces Baltic Approaches (6. Panzergrenadier Division) e del I Corpo d'armata dei Paesi Bassi del NORTHAG (3. Panzer Division), mentre la 1. Fallschirmjäger-Division venne assegnata in tempo di pace al II Corpo d'armata tedesco ma le sottounità vennero impegnate in varie contingenze, incluse come parte dell'Allied Command Europe Mobile Force - Land.

### Dopo la guerra fredda

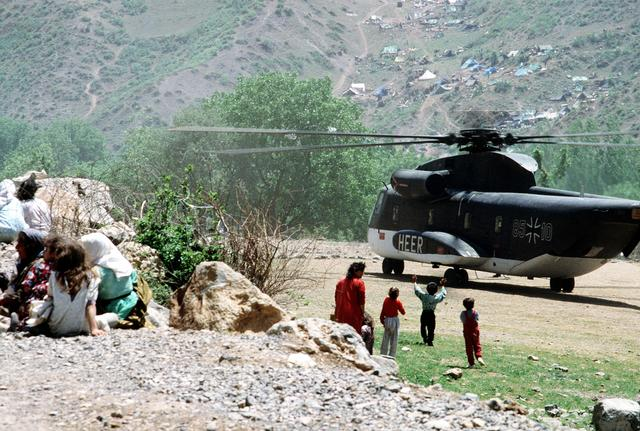
Elicottero dell'Heeresfliegertruppe nell'Iraq settentrionale nel 1991

Nell'ottobre 1990, lo Heer assorbì il Landstreitkräfte der NVA, l'esercito della Germania Est, ma solo una parte degli effettivi tedesco-orientali transitò nei ranghi dell'Heer della Germania riunificata. Le ex forze militari della Germania Est vennero inizialmente messe sotto il controllo del Comando Est della Bundeswehr sotto il comando del tenente generale Jörg Schönbohm e sciolte il 30 giugno 1991.
A seguito della fusione, l'esercito tedesco venne costituito da quattro corpi d'armata (tra cui il IV Corpo d'armata a Potsdam nell'ex DDR), con una forza lavoro di 360.000 uomini. Venne progressivamente ridimensionato da questo punto. Nel 1994 il III Corpo d'armata venne riorganizzato come Comando delle forze dell'esercito tedesco. Nel 1996, la 25ª Brigata aviotrasportata venne trasformata in un nuovo comando principale delle forze speciali dell'esercito, noto come Kommando Spezialkräfte.
Dal 2001 in poi la ristrutturazione dell'esercito tedesco vide passare a una struttura di sette divisioni - 5 meccanizzate (ognuna con due brigate meccanizzate), 1 di forze speciali, e una aeromobile.
Nel 2003 esistevano ancora tre corpi d'armata, ognuno con varie formazioni di combattimento e una brigata di manutenzione. Il I Corpo d'armata tedesco-olandese, un'organizzazione congiunta tedesco-olandese, venne usato per controllare in tempo di pace la 1ª e la 7ª Panzer Division così come le formazioni olandesi. La 1ª Panzer avrebbe riferito al corpo d'armata in tempo di guerra, mentre la 7ª avrebbe riferito all'Allied Rapid Reactions Corps. II corpo d'armata era tedesco in tempo di pace, ma avrebbe scambiato una divisione con il V U.S. Corps in tempo di guerra (la 5ª Panzer). La 5ª Panzer venne sciolta il 30 giugno 2001. In tempo di pace comandò anche la 10. Panzer Division, che era assegnata all'Eurocorps e che controllava parte tedesca della Brigata franco-tedesca. Anche la 1. Gebirgs-Division a Monaco era sotto questo quartier generale.
Il IV Corpo d'armata era situato a Potsdam, nella Germania orientale, e controllava due Panzergrenadier Division, la 13ª e la 14ª. La 14. Panzergrenadier Division prese anche il controllo di unità in Germania occidentale risubordinate dalla 6ª Panzergrenadier Division quando essa perse la sua funzione di comando. Sarebbe stato il contributo tedesco al Multinational Corps Northeast in tempo di guerra. Il IV Corpo d'armata venne usato anche per avere sotto il suo comando il Comando del I Distretto Militare, la 1ª Brigata aeromobile, e il Comando di Berlino (Standortkommando Berlino).

## L'esercito tedesco oggi

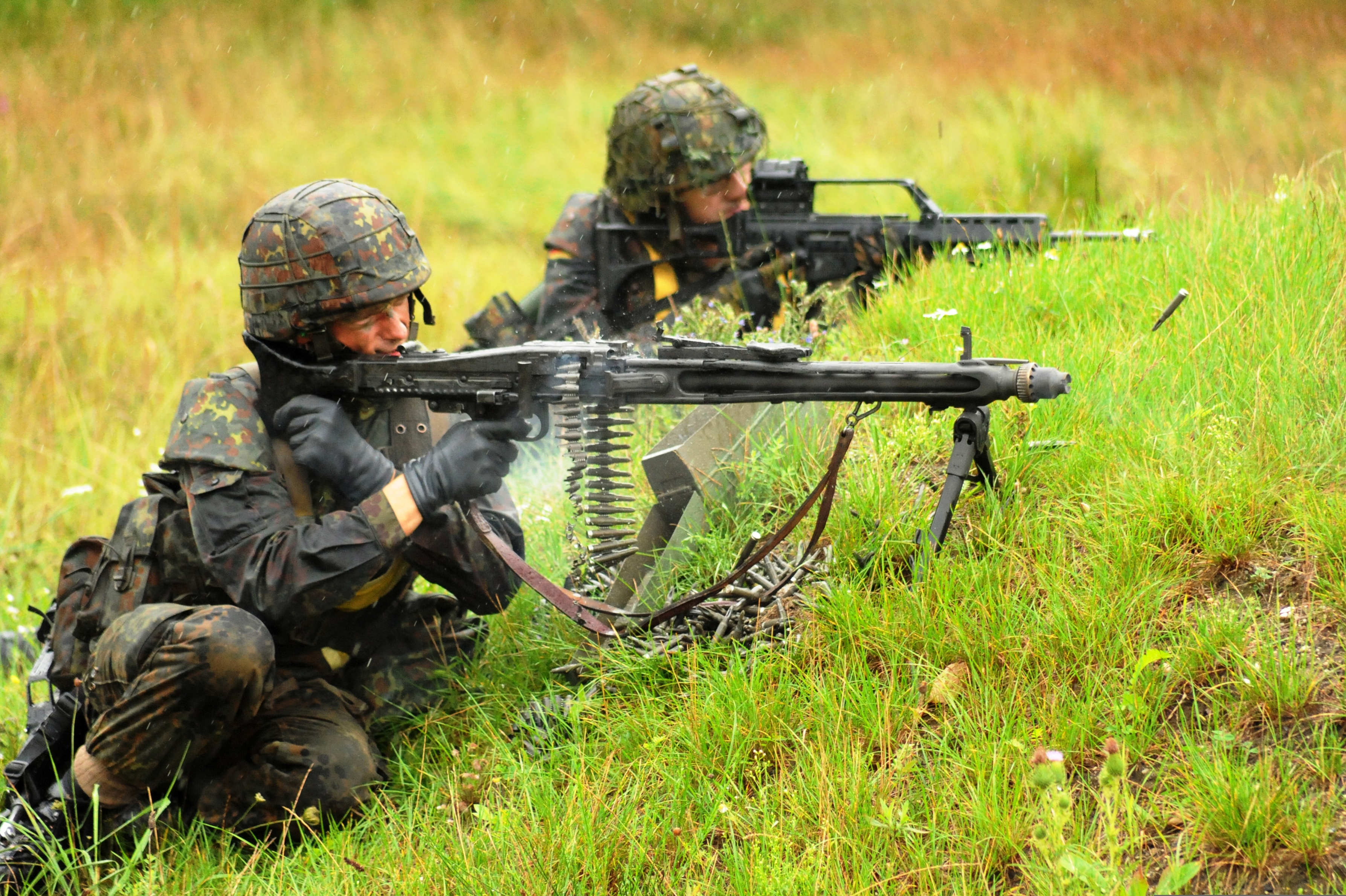
Due soldati tedeschi in esercitazione : il soldato in primo piano è è equipaggiato con una mitragliatrice MG3, mentre l’altro con un G36

Tutti i corpi sono stati ora sciolti o trasferiti a un livello multinazionale come il Multinational Corps Northeast. Il IV Corpo d'armata è stato riorganizzato e il 31 marzo 2002 è diventato un comando di schieramento all'estero, l'Einsatzführungskommando der Bundeswehr, come quartier generale congiunto permanente britannico. Una programmata ristrutturazione/riduzione dell'esercito nel 2012 ha previsto lo scioglimento del quartier generale della 13ª Divisione fanteria meccanizzata, una fusione del quartier generale della Divisione Operazioni aeromobili e della Divisione Operazioni speciali nella Division Schnelle Kräfte, lo scioglimento della 1ª Brigata aeromobile, e il rimpasto di unità tra le divisioni. Nessuna brigata pesante è stata sciolta, ma le due rimanenti divisioni pesanti sono costituite da tre piuttosto che due brigate.
Nell'aprile 2020 c'erano un totale di 63.293 soldati in servizio attivo nell'esercito tedesco. Tuttavia, l'originale struttura militare tedesca del Servizio di supporto congiunto è costituita da un significativo grado di Heeresuniformträger (personale che indossa l'uniforme dell'esercito). Questo è anche contribuito dal Servizio medico congiunto, che ha altre contropartite filiali esclusivamente medico-militari (come ad esempio in Sudafrica).
Conformemente alle normative sull'ora dell'UE, la normale settimana lavorativa è di 41 ore, anche se esistono numerose eccezioni per es. schieramenti in missioni d'oltremare, esercitazioni d'addestramento, emergenze e bisogni militari simili.

### Equipaggiamento moderno

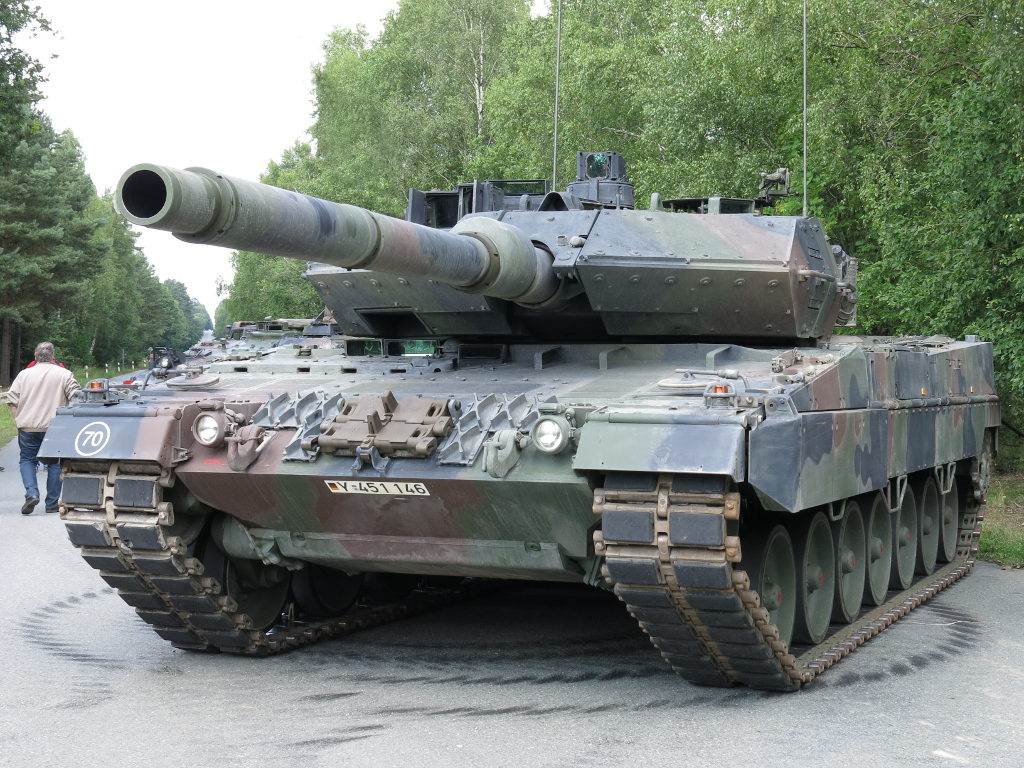
Carro armato da combattimento Leopard 2A7
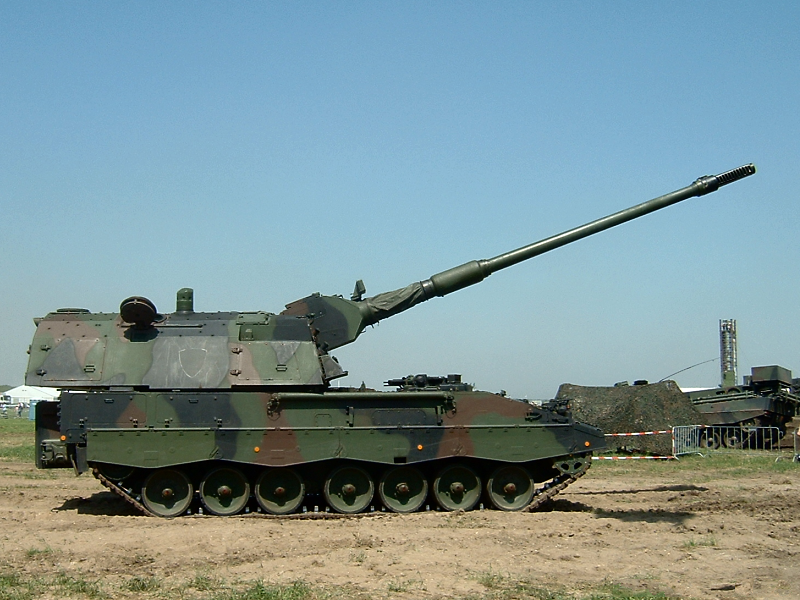
Semovente d'artiglieria PzH2000
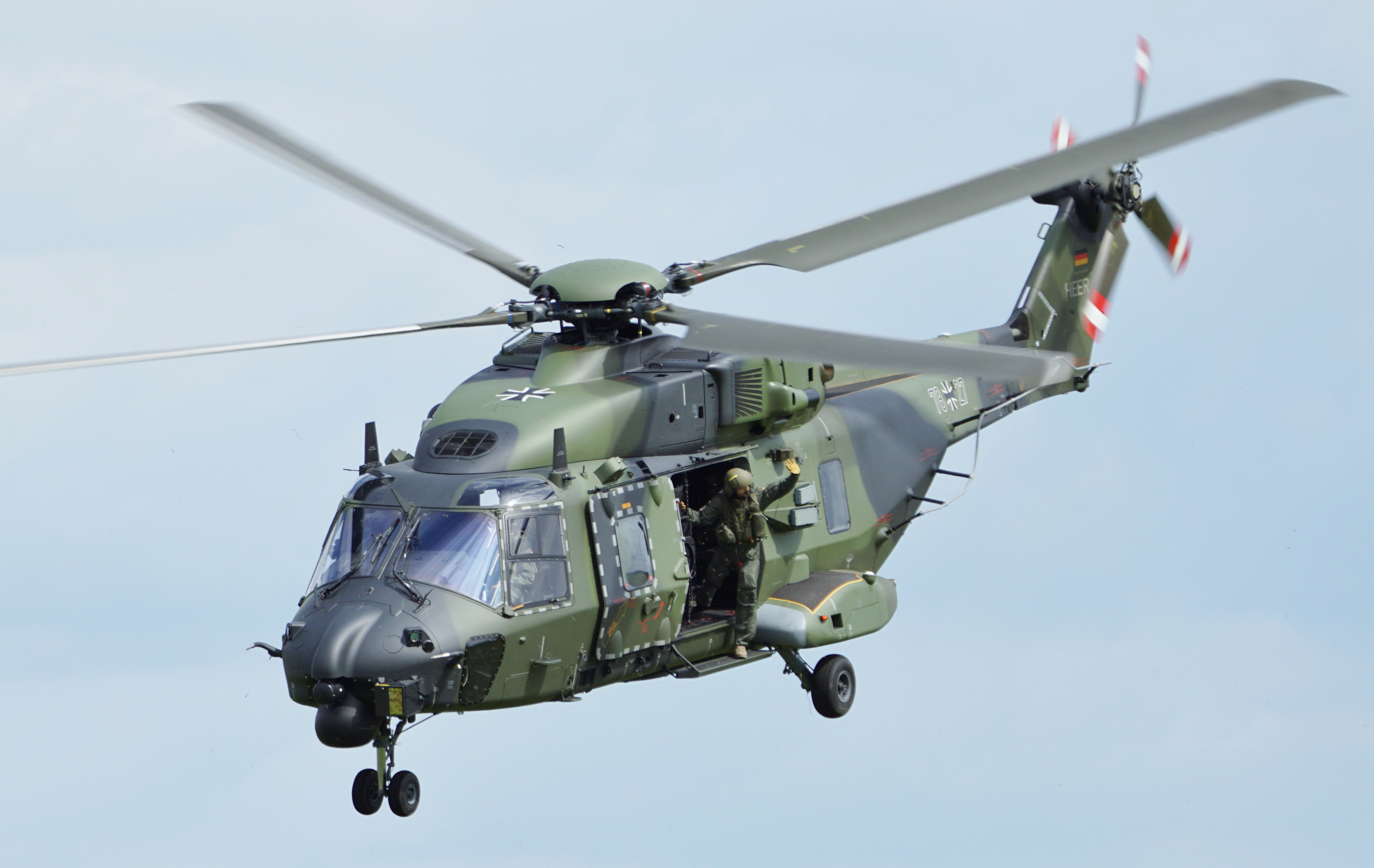
Elicottero da trasporto NH-90
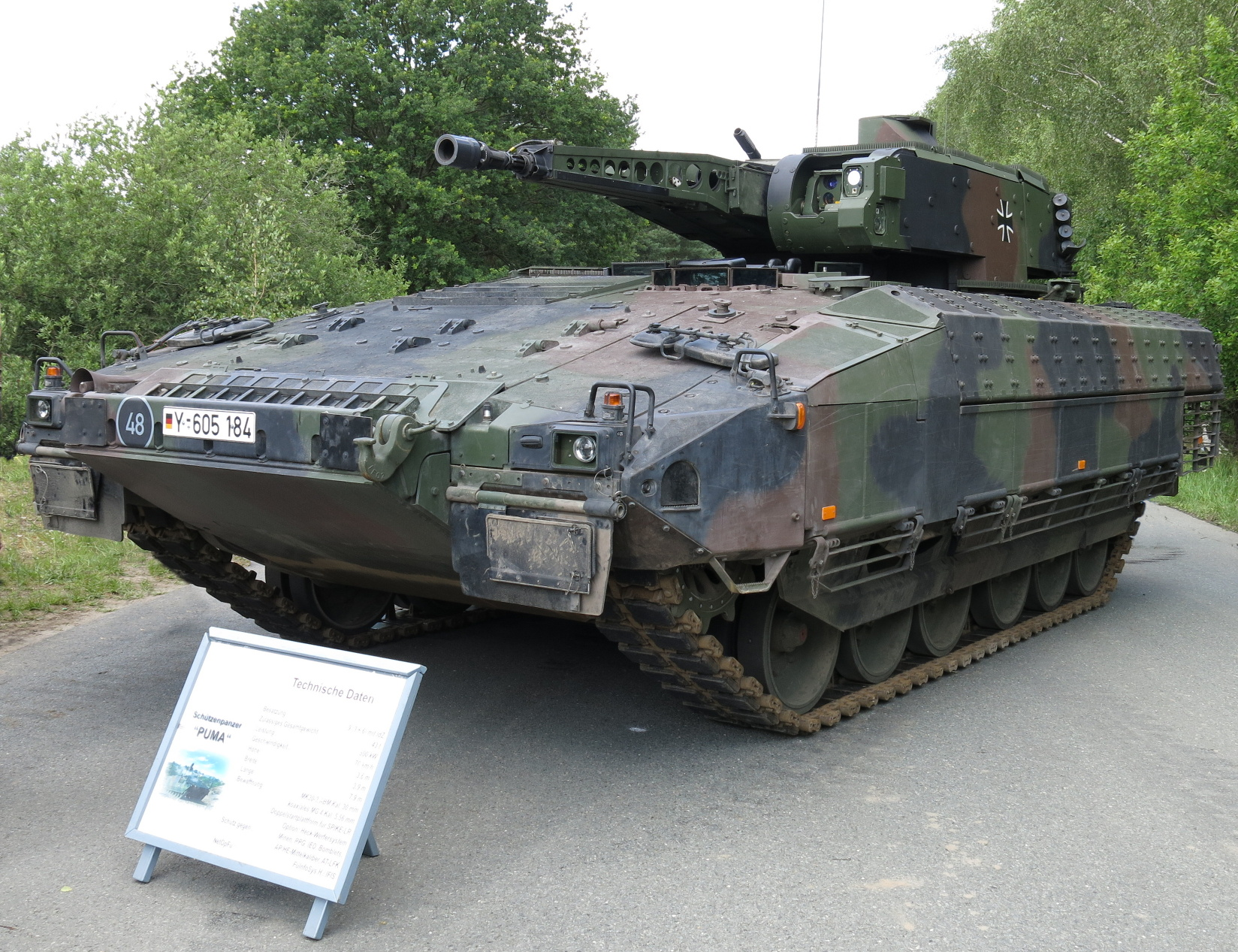
Veicolo da combattimento della fanteria Puma

Altri veicoli includono:
Veicoli trasporto truppe e da combattimento:
- Veicolo da combattimento della fanteria Puma
- Boxer (veicolo corazzato)
- Transportpanzer 1 Fuchs come veicolo trasporto truppe
- ATF Dingo come veicolo di mobilità della fanteria

Camion:
- Camion di trasporto fuori strada Mercedes-Benz Zetros
- Camion fuori strada ad alta mobilitàMAN KAT1
- Trasporto per il personale dell'esercito di guida integrale o trasporto equipaggiamento Unimog

## Struttura ed organizzazione

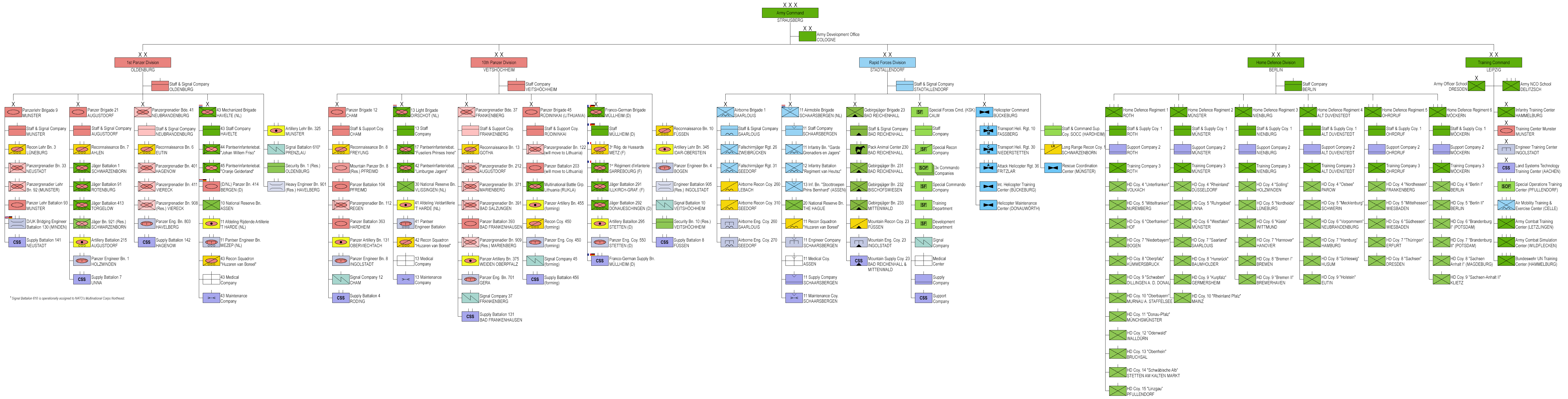
Struttura dell'esercito tedesco con unità integrate dell'esercito reale olandese nel 2025 (per struttura con solo unità tedesche vedere: Struttura dell'esercito tedesco)

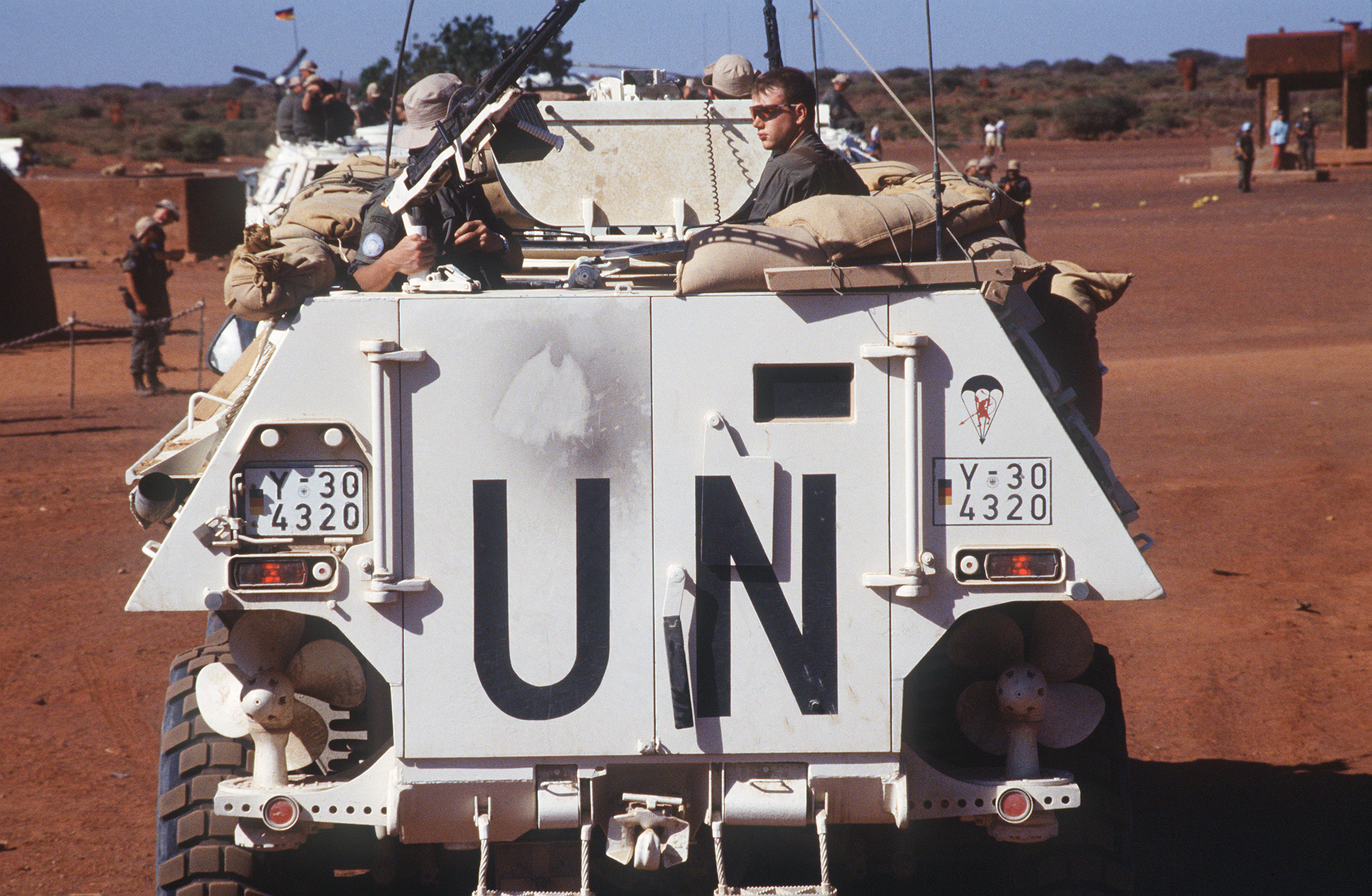
Soldati dell'esercito tedesco del Fallschirmjägerbataillon 261 a bordo di un veicolo trasporto truppe in Somalia nel 1993

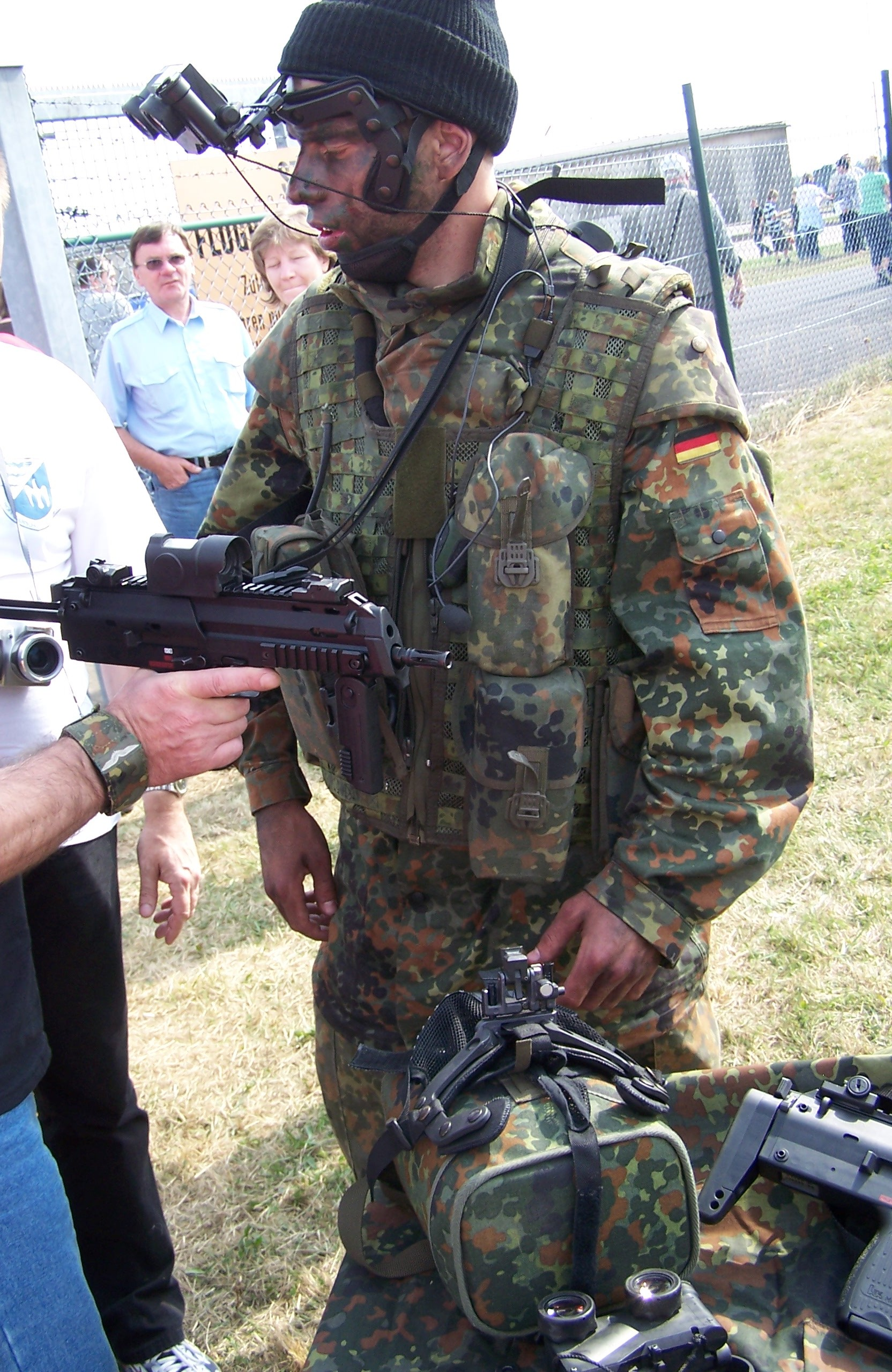
Un soldato dell'esercito tedesco che dimostra l'attrezzatura del programma IDZ

L'esercito tedesco è comandato dall'ispettore dell'esercito (Inspekteur des Heeres) basato sul comando dell'esercito (Kommando Heer) a Strausberg vicino a Berlino. I centri d'addestramento sono supervisionati dal comando d'addestramento dell'esercito a Lipsia.
Le unità di combattimento dell'esercito includono due divisioni corazzate, una divisione delle forze rapide e la Brigata franco-tedesca, che è sotto la supervisione diretta del comando dell'esercito. A differenza di altri eserciti europei come la vicina Francia, i reggimenti non sono una forma comune di organizzazione e sono quindi rari nell'esercito tedesco. I battaglioni sono direttamente subordinati alle brigate o alle divisioni come truppe divisionali. I battaglioni di fanteria tedeschi schierano 1.000 uomini, considerevolmente più grandi della maggior parte degli eserciti della NATO, (ad esempio due volte la dimensione di un battaglione dell'esercito statunitense).
- 1. Panzerdivision ad Oldenburg
  - Truppe divisionali
  - 9ª Brigata corazzata di dimostrazione a Munster
  - 21ª Brigata Panzer ad Augustdorf
  - 41ª Brigata fanteria meccanizzata Vorpommern a Neubrandenburg
  - 43ª Brigata fanteria meccanizzata ad Havelte, (Esercito reale olandese)
  - 325º Battaglione d'artiglieria di dimostrazione
- 10. Panzerdivision a Veitshöchheim
  - Truppe di divisione
  - 12ª Brigata corazzata Oberpfalz a Cham
  - 23ª Brigata fanteria alpina Bayern a Bad Reichenhall
  - 37ª Brigata Panzergrenadier a Frankenberg/Sachsen
  - Deutsch-Französische Brigade (Brigata franco-tedesca) a Müllheim
  - 131º Battaglione d'artiglieria
  - 345º Battaglione d'artiglieria di dimostrazione
- Division Schnelle Kräfte (Rapid Forces Division) a Stadtallendorf
  - Truppe di divisione
  - Kommando Spezialkräfte (KSK) (Comando forze speciali) a Calw
  - Kommando Hubschrauber (Comando elicotteri) a Bückeburg
  - 1ª Brigata aeromobile, a Saarlouis
  - 11ª Brigata aeromobile, a Schaarsbergen (Esercito reale olandese)
  - 10º Reggimento elicotteri da trasporto
  - 30º Reggimento elicotteri da trasporto
  - 36º Reggimento elicotteri d'attacco
- Elementi tedeschi, Eurocorps QG a Strasburgo (Francia)
  - Brigata di supporto al comando
  - Elementi tedeschi in due battaglioni permanenti ed una compagnia di stato maggiore
- 1 (German/Netherlands) Corps a Münster
  - Elementi tedeschi in due battaglioni permanenti ed una compagnia di stato maggiore
- Multinational Corps Northeast a Stettino (Polonia)
  - Fernmeldebataillon 610 (610º Battaglione radio)
  - Elementi tedeschi
- Zentrales Langzeitlager (Deposito centrale dell'esercito) ad Herongen
- Zentrales Langzeitlager (Deposito centrale dell'esercito) a Pirmasens
- Zentraler Mobilmachungsstützpunkt  (Base centrale di mobilitazione) a Brück

## Truppengattungen
L'esercito tedesco ha undici diverse branche di truppe, designate come Truppengattungen. Ogni Truppengattung è responsabile dell'addestramento e della prontezza delle sue unità e dispone delle proprie scuole e centri di eccellenza per farlo. Visivamente questa distinzione può essere effettuata dal colore della branca, chiamato Waffenfarbe, che viene visualizzato da una corda collegata alle insegne del grado e al colore del loro berretto con un distintivo specifico allegato ad esso.
Colore del berretto (Solo unità dell'esercito e di sicurezza della Marina e dell'Aeronautica)
- Nero: corpo corazzato, corpo di ricognizione
- Verde: corpo di fanteria e fanteria meccanizzata
- Rosso scuro: Corpo dell'Aviazione, Corpo aviotrasportato, Forze speciali, formazioni assegnate alla Divisione aviotrasportata
- Rosso chiaro: corpo di supporto al combattimento e polizia militare
- Blu scuro: corpo medico
- Blu navy: unità multinazionali, ufficiali Battaglioni Allievi, unità di sicurezza della Marina e dell'Aeronautica
- Blu brillante: truppe con missioni delle Nazioni Unite

Berretto da montagna grigio (Bergmütze): Fanteria da montagna Gebirgsjäger
Waffenfarbe (Solo esercito e branche di supporto dell'esercito)

NBC
Artiglieria
Polizia militare
Comunicazioni
Ricognizione
Aviazione dell'Esercito
Truppe tecniche
Fanteria
Banda militare
Truppe corazzate (cioè carristi)
Pionieri (cioè Genio militare)
Truppe mediche

- Rosso brillante: gradi generali (solo Kragenspiegel, non Litze),
- Cremisi: Stato maggiore

## Gradi militari
Il più alto grado dell'esercito tedesco è tenente generale (Generalleutnant), omologo del generale di corpo d'armata dell'Esercito Italiano. Il grado di generale è affidato al comandante delle forze armate se generale dell'esercito.
|  |  |  |  |

|  |  |  |

|  |  |  |  |

|  |  |  |

|  |  |  |  |  |

|  |  |

|  |  |  |  |  |  |  |

|  |  |  |  |  |